# International Commission of Agricultural and Biosystems Engineering
International Commission of Agricultural and Biosystems Engineering (CIGR, forkortelse for kommissionens franske navn, Commission Internationale du Genie Rural) er en international, uafhængig, non-profit organisation, der fungerer som netværk for nationale og internationale foreninger, private og offentlige virksomheder samt enkeltpersoner inden for jordbrugs- og bioteknik. Kommissionen blev oprettet i 1930 i Liège, Belgien, og hed indtil 2008 'International Commission of Agricultural Engineering.

## Kommissionens mål
Den centrale mission for CIGR er:
- Stimulering af udviklingen af videnskab og teknologi inden for det landbrugsteknologiske område
- Støtte til uddannelse, oplæring og rejser for unge inden for faget
- Støtte til interregionale rejser
- Fremme af udveksling af forskningsresultater og teknologi
- Repræsentation af faget på verdensomspændende plan
- Arbejde for dannelsen af nye foreninger på nationalt som internationalt plan samt styrke de eksisterende
- Udførelse af andre aktiviteter, der kan hjælpe til med udviklingen af landbrugsteknologi samt beslægtede videnskabsområder.

## CIGR's præsidenter
- 1930-1950 Prof. Georges Bouckaert ( Belgien)
- 1950-1962 Prof. Armand Blanc ( Frankrig)
- 1963-1967 Prof. Eladio Aranda Heredia ( Spain)
- 1967-1969 Æresdoktor Pierre Regamey ( Schweiz)
- 1969-1974 Prof. Karel Petit ( Belgien)
- 1974-1979 Fiepko Coolman ( Holland)
- 1979-1980 Talcott W. Edminster ( USA)
- 1985-1989 Prof. László Lehoczky ( Ungarn)
- 1989-1991 Prof. Paul McNulty ( Irland)
- 1991-1994 Prof. Giuseppe Pellizzi ( Italien)
- 1995-1996 Prof. Egil Berge ( Norge)
- 1997-1998 Prof. Osamu Kitani ( Japan)
- 1999-2000 Prof. Bill Stout ( USA)
- 2001-2002 Prof. El Houssine Bartali ( Marokko)
- 2003-2004 Prof. Axel Munack ( Tyskland)
- 2005-2006 Prof. Luis Santos Pereira ( Portugal)
- 2007-2008 Prof. Irenilza de Alencar Naas ( Brasilien))
- 2009-2010 Prof. Søren Sommer Pedersen ( Danmark)
- 2011-2012 Prof. Fedro Zazueta ( USA)
- 2013-2014 Prof. Da-Wen Sun ( Irland)
- 2015- Prof. Tadeusz Juliszewski ( Polen)